# Henry Levin
Pour les articles homonymes, voir Levin.
Henry Levin est un réalisateur, acteur et producteur américain né le 5 juin 1909 à Trenton (New Jersey) et mort le 1er mai 1980 à Los Angeles.

## Biographie
Cet acteur de théâtre accède à la célébrité comme dialoguiste pour Columbia Pictures dans Dangerous Blondes (1943) et Rendez-vous à Berlin. Comme Fred Sears, William Castle, Mel Ferrer ou Robert Gordon, il est embauché comme réalisateur par Columbia Pictures. Il réalise quelques chefs-d’œuvre, comme Voyage au centre de la Terre en 1959 ou Les Amours enchantées en 1962.
Vers la fin de sa carrière, il travaille pour la télévision, comme réalisateur de certains épisodes de Côte Ouest (1979). Il meurt au dernier jour du tournage d'un téléfilm, Scout's Honor. Quoique acteur, il n'a jamais été crédité à ce titre que dans un épisode de La Planète des singes (1974).

## Filmographie

### comme réalisateur

#### Au cinéma

##### Années 1940
- 1944 : La Fille du loup-garou (Cry of the Werewolf)
- 1944 : Sergeant Mike
- 1945 : The Negro Sailor
- 1945 : I Love a Mystery (en)
- 1945 : Dancing in Manhattan
- 1946 : Les Compagnons de Jéhu (The Fighting Guardsman)
- 1946 : Le Fils de Robin des Bois (The Bandit of Sherwood Forest)
- 1946 : Night Editor (en)
- 1946 : The Devil's Mask (en)
- 1946 : The Unknown (en)
- 1946 : The Return of Monte Cristo (en)
- 1947 : Peter Ibbetson a raison (The Guilt of Janet Ames)
- 1947 : L'assassin ne pardonne pas (en) (The Corpse Came C.O.D.)
- 1948 : Une femme sans amour (The Mating of Millie)
- 1948 : La Peine du talion (The Man from Colorado)
- 1948 : Le Chevalier belle-épée (The Gallant Blade)
- 1949 : Cinq Millions dans une poubelle (Mr. Soft Touch)
- 1949 : Je chante pour vous (Jolson Sings Again)
- 1949 : And Baby Makes Three

##### Années 1950
- 1950 : La Scandaleuse Ingénue (The Petty Girl)
- 1950 : La loi des bagnards (en) (Convicted)
- 1950 : L'Engin fantastique (The Flying Missile)
- 1951 : Two of a Kind
- 1951 : The Family Secret (en)
- 1952 : Six filles cherchent un mari (Belles on Their Toes)
- 1953 : Le Général invincible (The President's Lady)
- 1953 : La Jolie Batelière (The Farmer Takes a Wife)
- 1953 : Mister Scoutmaster (en)
- 1954 : Three Young Texans
- 1954 : La Sirène de Bâton Rouge (The Gambler from Natchez)
- 1955 : L'Armure noire (The Dark Avenger)
- 1957 : La Cousine d'Amérique (Let's Be Happy)
- 1957 : Bernardine (en)
- 1957 : Jicop le proscrit (The Lonely Man)
- 1957 : April Love
- 1958 : A Nice Little Bank That Should Be Robbed
- 1959 : The Remarkable Mr. Pennypacker (it)
- 1959 : Qu'est-ce qui fait courir les filles ? (Holiday for Lovers)
- 1959 : Voyage au centre de la terre (Journey to the Center of the Earth)

##### Années 1960
- 1960 : Ces folles filles d'Ève (Where the Boys Are)
- 1961 : Les Mille et Une Nuits (Le Meraviglie di Aladino)
- 1962 : Les Amours enchantées (The Wonderful World of the Brothers Grimm)
- 1962 : Un mari en laisse (If a Man Answers)
- 1963 : Les Filles de l'air (Come Fly with Me)
- 1964 : Honeymoon Hotel
- 1965 : Genghis Khan
- 1966 : Ramdam à Rio (Se tutte le donne del mondo)
- 1966 : Bien joué Matt Helm (Murderers' Row)
- 1967 : Matt Helm traqué (The Ambushers)
- 1969 : La Haine des desperados (The Desperados)

##### Années 1970
- 1973 : That Man Bolt (en)
- 1977 : Run for the Roses (en)
- 1979 : The Treasure Seekers (en)

#### À la télévision
- 1979 : Côte ouest (Knots Landing) (série)
- 1980 : Scout's Honor (en)

### Comme producteur
- 1953 : Le Général invincible (The President's Lady)